# Roatán (municipio)
Roatán es un municipio y una ciudad de la República de Honduras, cabecera del departamento de Islas de la Bahía. Está localizado en la isla homónima.

## Límites
| Orientación | Límite                                                |
| ----------- | ----------------------------------------------------- |
| Norte       | Mar Caribe                                            |
| Sur         | Mar Caribe                                            |
| Este        | Municipio de José Santos Guardiola, Islas de la Bahía |
| Oeste       | Mar Caribe                                            |

Su extensión territorial es de 66.42 km².

## Historia

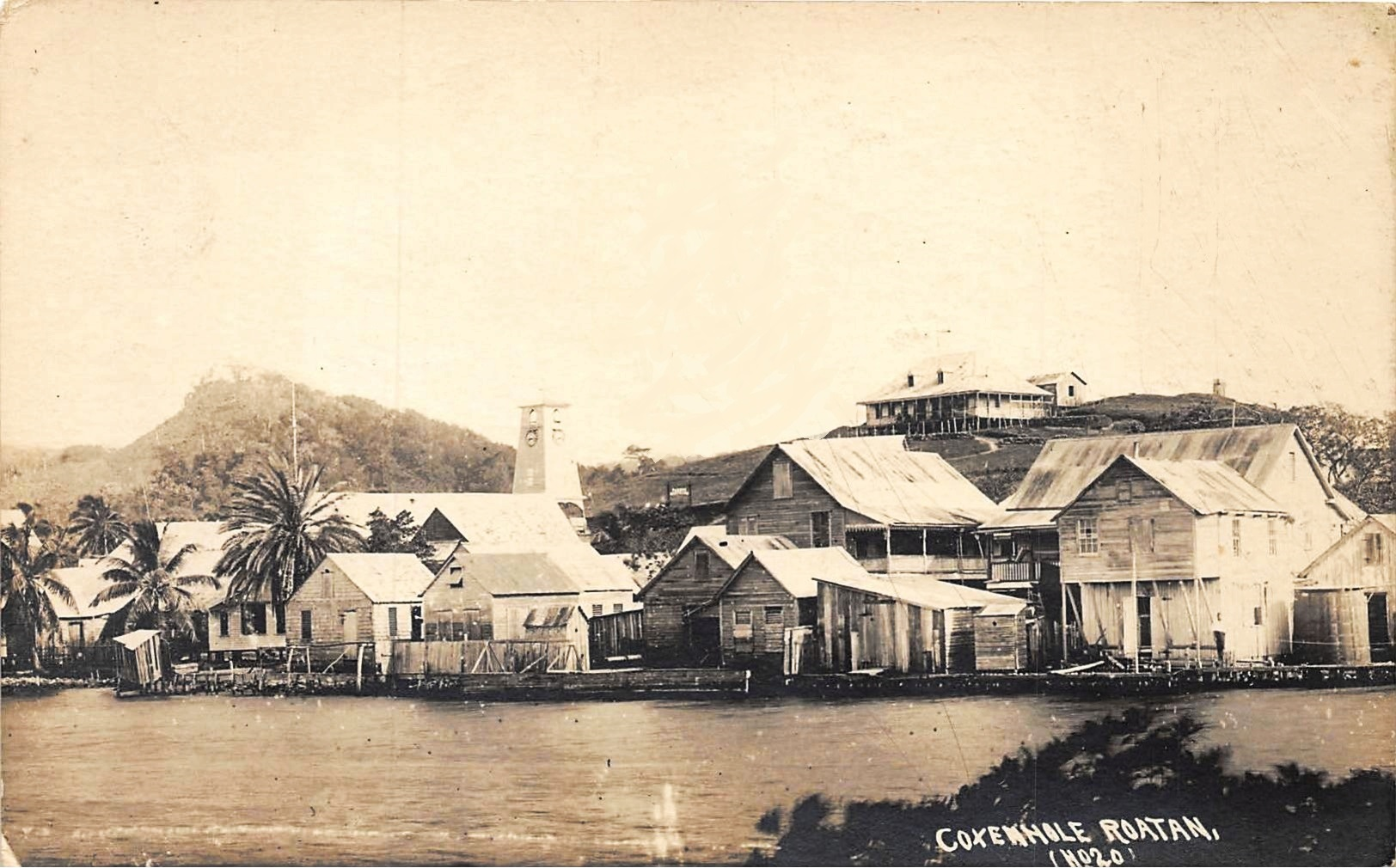
Vista costera de Coxen Hole, Roatán, Islas de la Bahía, Honduras. Coxen Hole es la capital y centro administrativo del Departamento de las Islas de la Bahía. El edificio en la cima de la colina alberga el cuartel de la guarnición. Postal con foto real de c. 1910-1920.

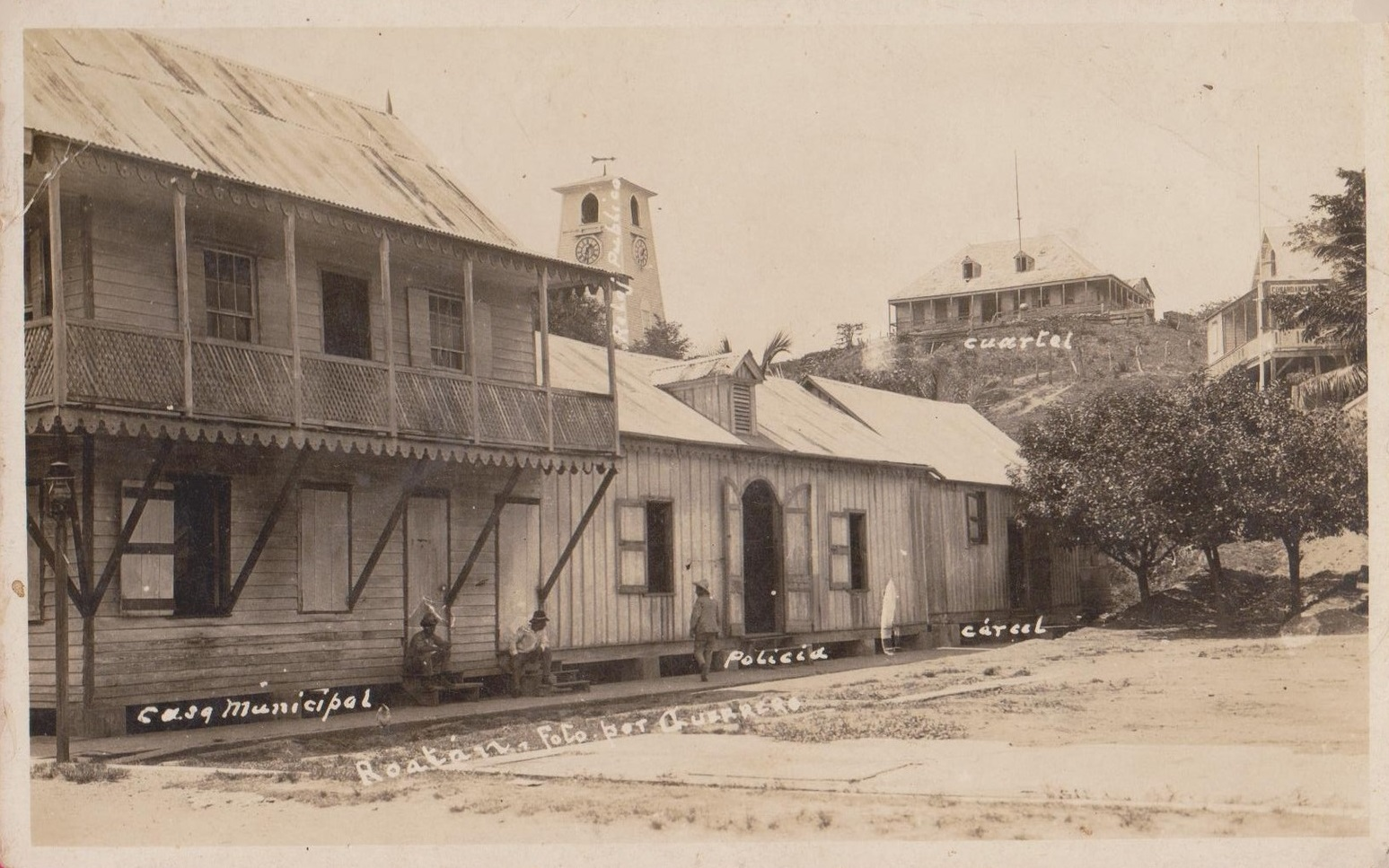
Foto postal de los años 1910 o 1920 que muestra una calle de la ciudad de Roatán.

Fue descubierta el 30 de julio de 1502 durante el Cuarto Viaje de Cristóbal Colón. Se considera que los primeros europeos en establecerse en Roatán fueron bucaneros franceses en 1510, en Puerto Francés, cuya base se encontraba en la costa oeste de La Española (actual Haití). 
Entre 1638 a 1642 fue habitual la presencia de la banda de piratas ingleses de la Compañía de la Providencia como William Jackson. Las pretensiones anexionistas de Inglaterra sobre las regiones en la ruta de la Flota de Indias se materializaron en la ocupación de Roatán y Guanaja en 1642. La base pirata de Roatán permitía además, el ataque a las poblaciones y puertos españoles de la capitanía General de Guatemala en beneficio de Inglaterra. En marzo de 1650 la Armada española expulsó a los piratas ingleses. 
En el siglo XVIII los ingleses ocupan nuevamente Roatán (1742 a 1748) con respaldo desde la colonia de Jamaica. Algunos de los piratas de la época fueron Francis Spriggs o Howell Davis. Port Royal, el principal asentamiento, fue destruida por la expedición española el 16 de marzo de 1782 durante la guerra anglo-española. La Independencia de los Estados Unidos supuso algunas compensaciones para Reino Unido en el tratado de París (1783) como los derechos de tala pata los baymen en La Baliza, que los ingleses emplearon como pretexto para intentar volver a ocupar Roatán, que sin embargo permaneció abandonada hasta 1788.
La capitanía general de Guatemala proclamó su independencia de España en 1821. La inestabilidad política de los años sucesivos fue aprovechada por Inglaterra para intentar ocupar las islas de la Bahía en 1828. De 1838 a 1845 el imperio británico disputó la soberanía de estas islas a Honduras. Pese a que el 30 de abril de 1850 las islas de la Bahía pasan a soberanía inglesa como colonia de las Islas de la Bahía, en 1859 Honduras logra recuperar la soberanía de éstas tras firmar el Tratado de Comayagua con el Imperio británico, tomando posesión definitiva en 1861.

## Población

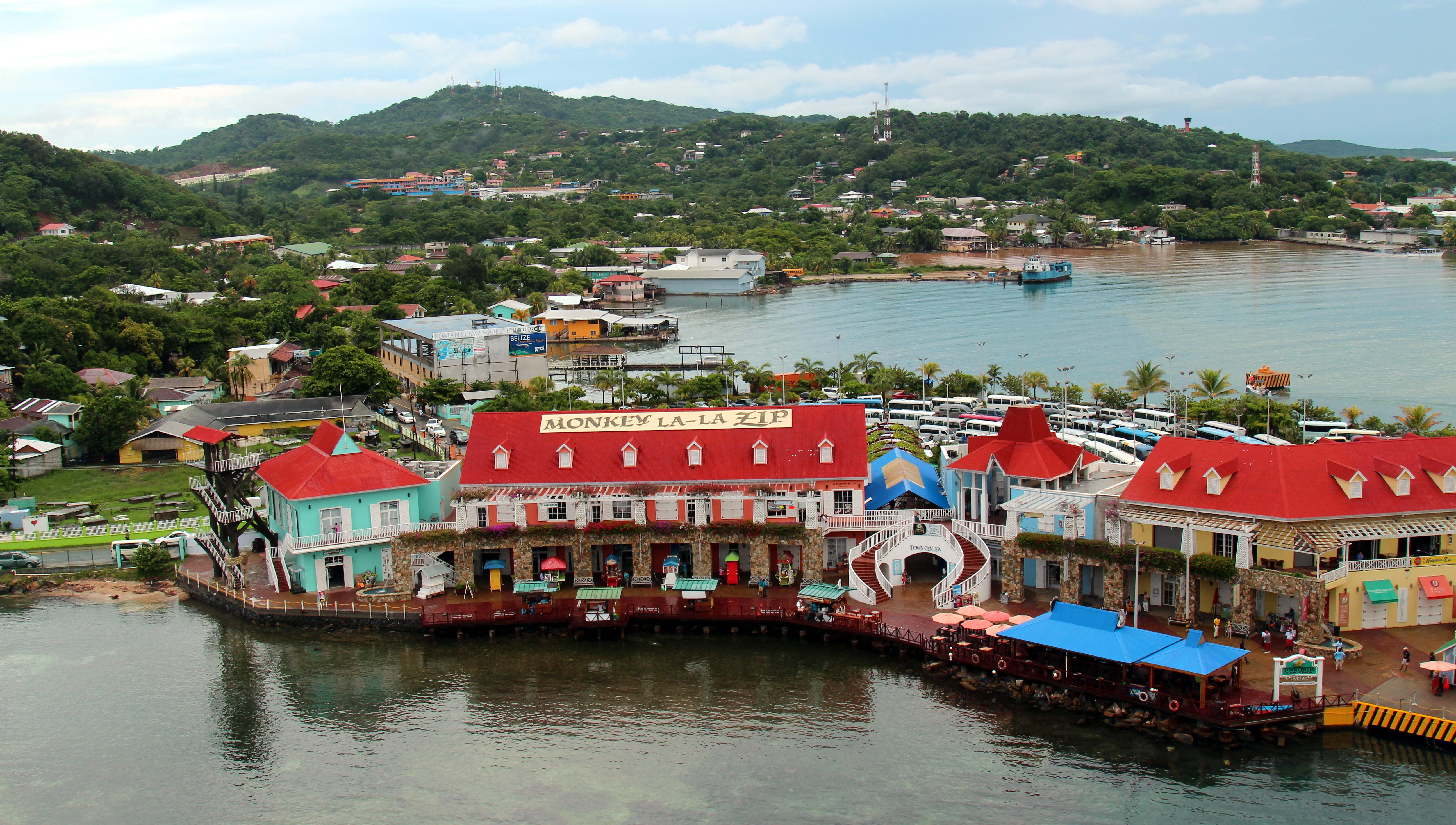
Vista panorámica de Roatán.

Roatán de acuerdo a la proyección del 2020, se estima que tiene una población de 52 004 habitantes.

## División Política

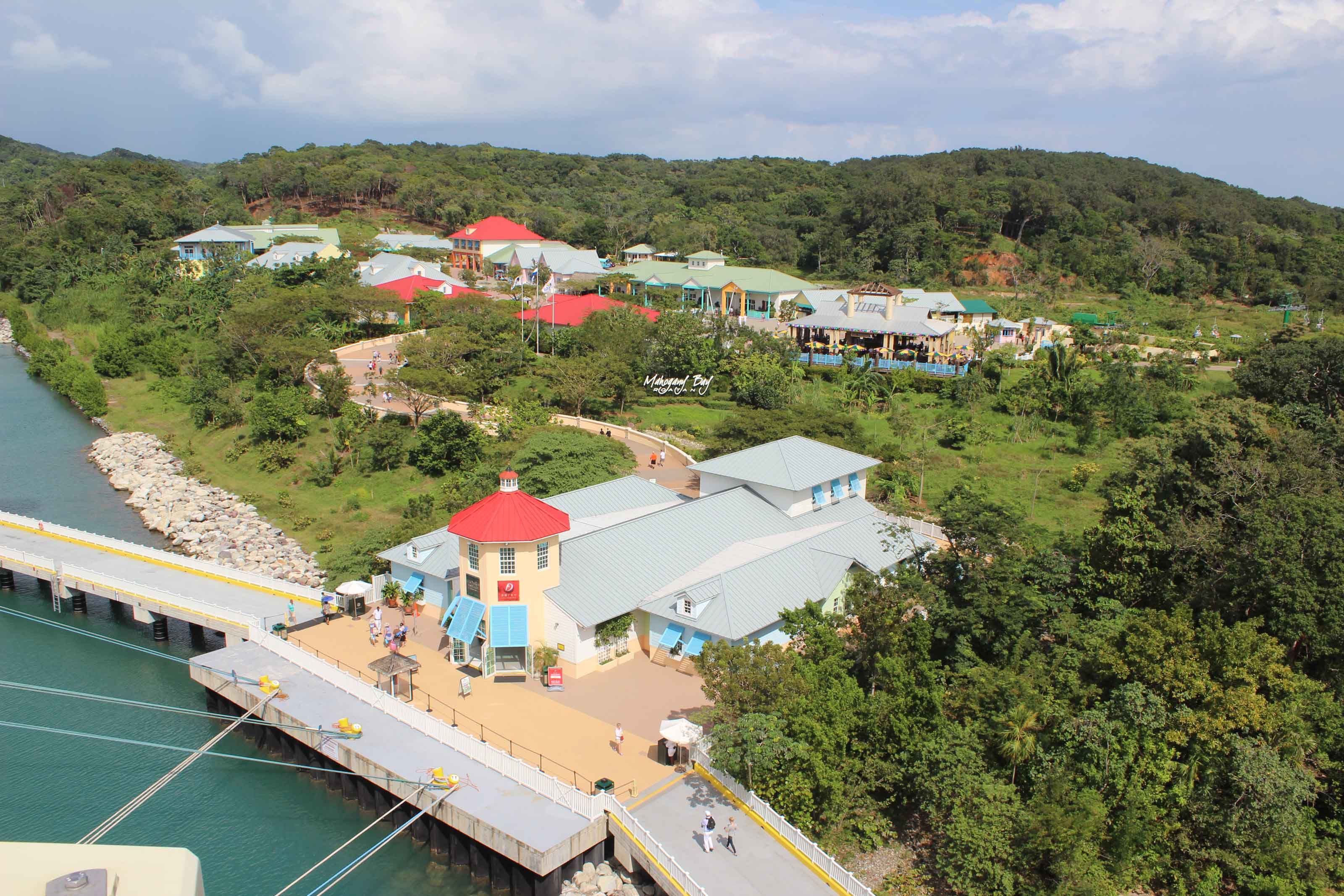
Bahía de la Caoba en Roatán.

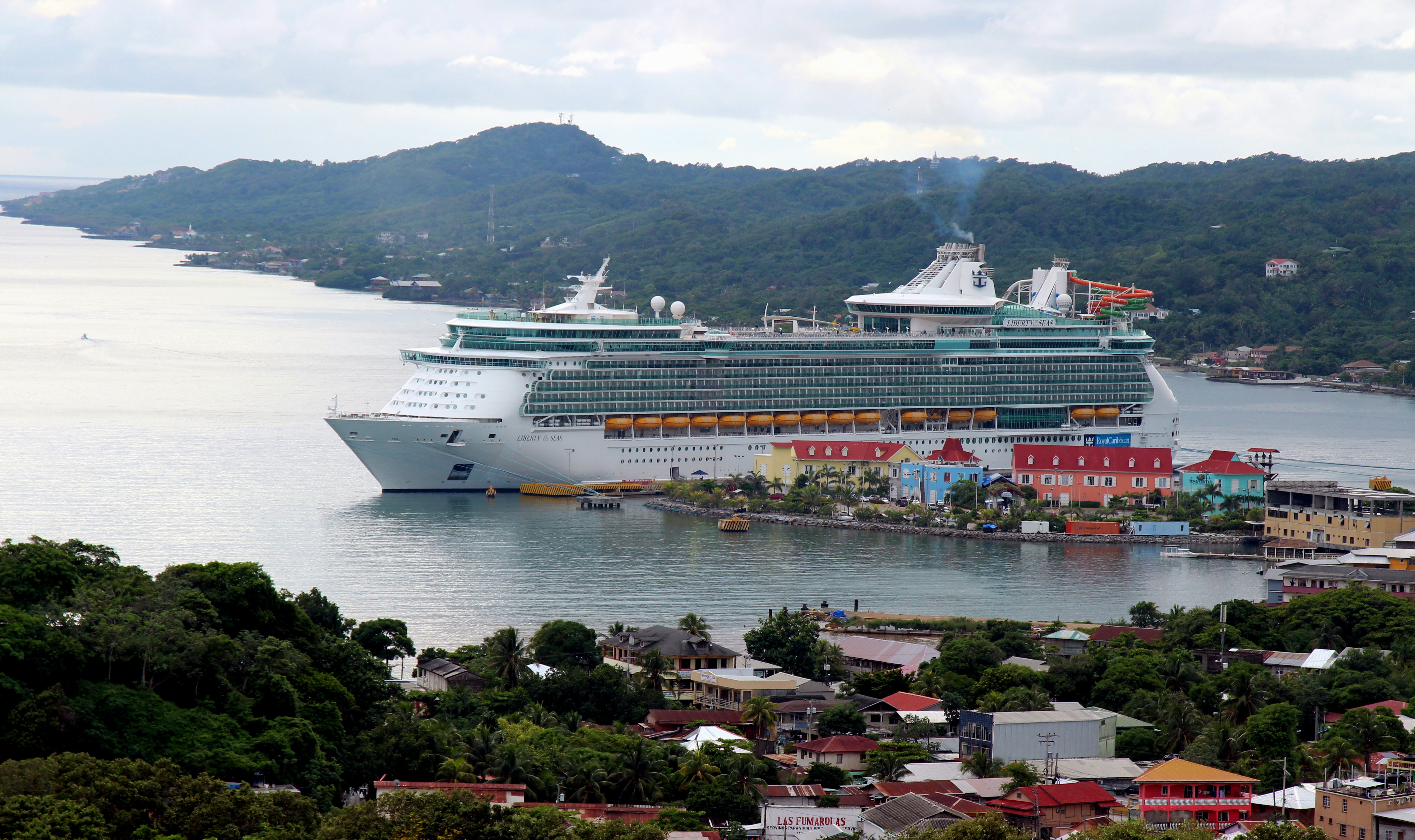
Crucero atracando en Roatán.

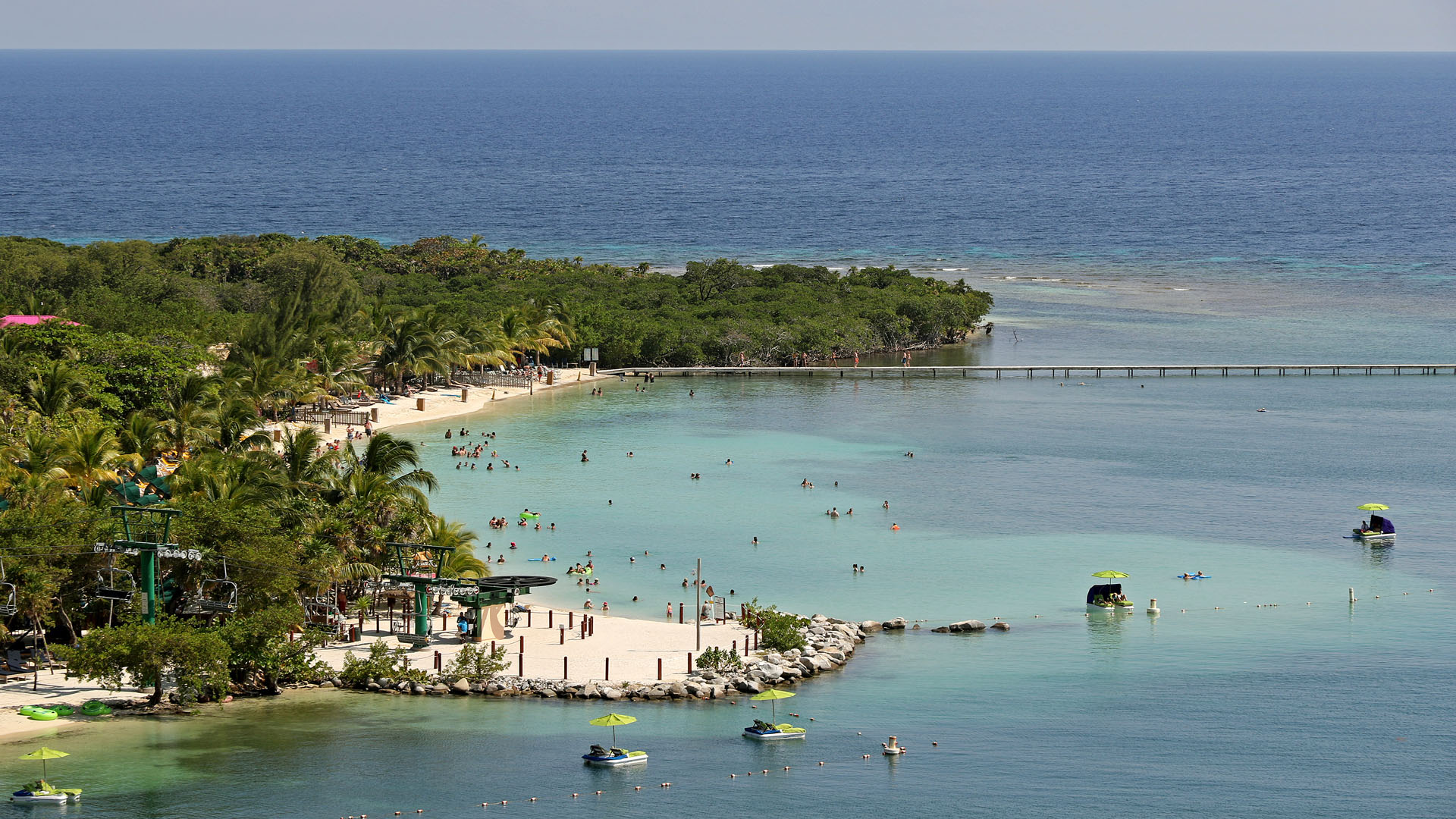
Playa de Roatán.

Aldeas: 9 (2013)
Caseríos: 80 (2013)
| Código | Aldea               |
| ------ | ------------------- |
| 110101 | Roatán o Coxen Hole |
| 110102 | Cayos Cochinos      |
| 110103 | Corozal             |
| 110104 | Crawfish Rock       |
| 110105 | Flowers Bay         |
| 110106 | French Harbor       |
| 110107 | Sandy Bay           |
| 110108 | Thatch Point        |
| 110109 | West End            |
|        | West Bay            |
|        | Monte Placentero    |
|        | Los Fuertes         |
|        | French Key          |

### Cabecera
Coxen Hole -también conocida como Roatán- es la ciudad principal para la realización de negocios, gobierno, y actividad económica de la isla de Roatán. El aeropuerto internacional se encuentra en la salida hacia French Harbor. Asimismo, existen dos muelles principales: el "muelle de cabotaje" que es donde atracan los cruceros internacionales, ubicado frente al cementerio de Coxen Hole; y el "muelle viejo", que era donde arribaban los ferris procedentes de La Ceiba.
| Código | Barrio                  |
| ------ | ----------------------- |
|        | Constelation Bight      |
|        | El Swampo               |
|        | El Ticket               |
|        | La Punta                |
|        | Palos Altos             |
|        | Pensacola               |
|        | The Bight               |
|        | Willie Warren           |
|        | Colonia De los Maestros |